# Prácticas corporales
Las prácticas corporales son actividades y fenómenos heterogéneos que se expresan a nivel corporal y que constituyen manifestaciones humanas, como juegos, danzas, gimnasia, deportes, artes marciales, acrobacias, prácticas corporales de aventura, entre otras. En este caso, las manifestaciones mencionadas constituyen el conjunto de lo que se ha denominado cultura corporal.
Algunos estudios sugieren que el término puede derivar de la noción de técnicas corporales, tal como las identificó y categorizó el antropólogo Marcel Mauss a finales del siglo XIX y XX. También se percibe como una forma de lenguaje y expresión de un determinado grupo, cuando se destacan los aspectos sociales y subjetivos, que le son atribuidos por los practicantes y por la realidad social, dándole diferentes significados: lúdico; deportivo; cultural; y la vida cotidiana.
Esas manifestaciones son constitutivas de la corporalidad humana y, por tanto, están tematizadas en el currículo de la educación física en las escuelas. Así como son objeto de investigación en el campo académico de las ciencias del deporte.

## Prácticas corporales en el campo de la salud
Las prácticas corporales son consideradas uno de los temas prioritarios de la Promoción de la Salud. Por ello, integran acciones de promoción que buscan dar respuesta a necesidades de salud acordadas y planificadas, preferentemente en equipos multidisciplinarios. Las prácticas corporales, entendidas como trabajo en salud, no terminan con su realización, asesoramiento y difusión, sino que constituyen parte de estrategias para mejorar las condiciones de los espacios públicos, fortaleciendo la participación comunitaria y el control social. Además del trabajo en salud, las prácticas corporales pueden entenderse como praxis en un proceso de formación humana, que, a su vez, toma la forma de actividades imitativas/reiterativas y creativas/reflexivas.
Las prácticas corporales se consideran un término descriptor alternativo en ciencias de la salud (DeCS/MeSH) para la indexación científica. Es decir, se utiliza en la búsqueda y recuperación de artículos de revistas científicas y otras fuentes de información disponibles en la Biblioteca Virtual en Salud (BVS).
En el ámbito de la salud, el informe Dawson - un hito en la Atención Primaria como política para organizar la atención en los sistemas de salud - ya reconocía en 1920 la llamada “cultura física” como una “necesidad vital para la salud de la nación”. Actualmente, el término "prácticas corporales" identifica un movimiento contrahegemónico que reúne diferentes perspectivas y pensadores que se oponen al modelo biomédico, muchas veces representado por el concepto tradicional de actividad física.